# 紫竹院公园

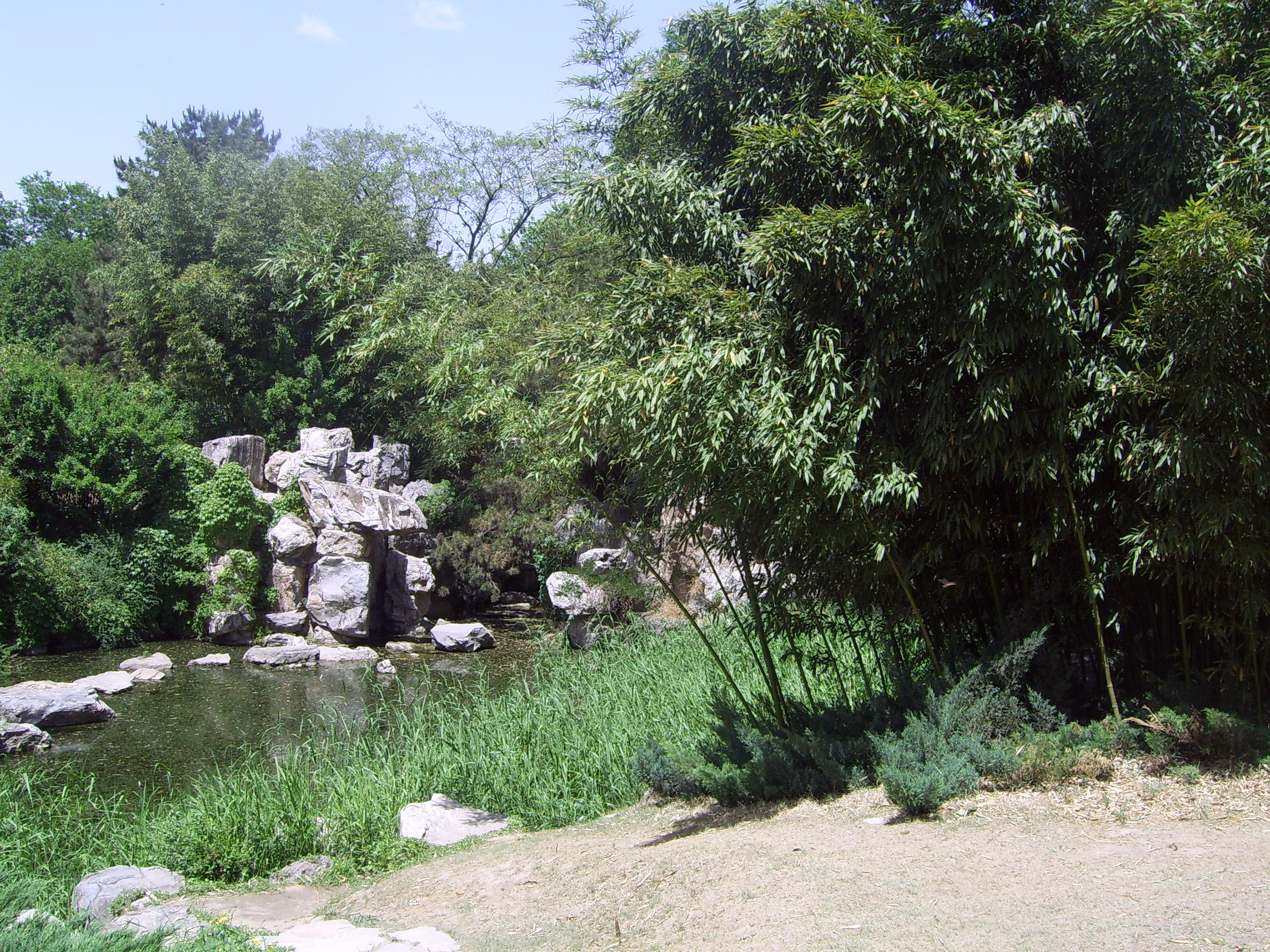
紫竹院公园的假山与竹子

紫竹院公园，位于北京市海淀区中关村南大街35号，是北京市的市属公园之一。

## 简介
紫竹院公园位于西三环路紫竹桥东北，紫竹院路以北，万寿寺路以南，中国国家图书馆以及中关村南大街以西。紫竹院公园始建于1953年，因园内有佛寺“福荫紫竹院”而得名。紫竹院公园占地面积47.35公顷（其中水面15.89公顷），南长河、双紫渠穿过该公园。该公园内种植各种竹子上万株，以竹形成景致。该公园的主要景区及景点包括青莲岛、明月岛、筠石苑、绿毯诗韵、缘话竹君、紫竹垂钓、澄碧山房、跨海征东、儿童乐园等等。紫竹院公园管理处隶属于北京市园林绿化局，为全民所有制事业单位。
紫竹院公园过去曾经是北京市知名的女同性恋者聚集场所，后来女同性恋者则主要在专门的餐馆、酒吧聚集。男同性恋者则选择东单公园、元大都城垣遗址公园等处聚集。
北京有俗话称“要想成陶然亭，要想散紫竹院。”指男女朋友若同去陶然亭公园则会谈成，若同去紫竹院公园则会分手。也有说法是“成不成，陶然亭；散不散，紫竹院。”
2004年10月，《北京晚报》的“非常爱家”栏目设有“请你支招”，当时谷阿姨支招让平时在龙潭公园锻炼身体的家长们，顺便聊聊子女婚事。谷阿姨的这一建议很快获得许多家长响应，家长相亲会自此开始。2004年以后，龙潭公园、中山公园、紫竹院公园等地陆续开始举办规模不等的家长相亲会。这些相亲会均为家长自发组织并参加，为其子女寻找婚恋对象。

## 河湖

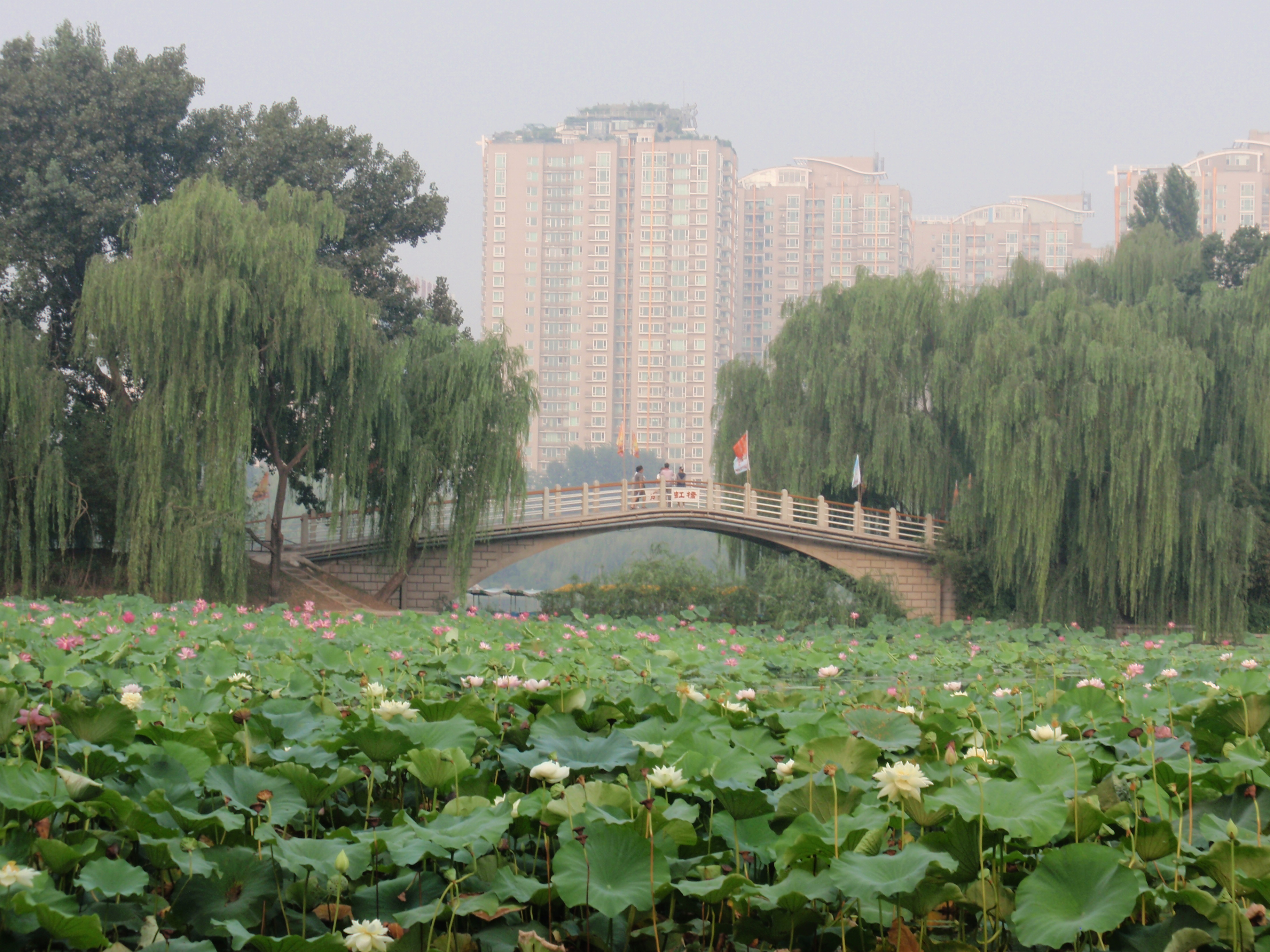
青莲岛与明月岛之间的虹桥

- 紫御湾：位于福荫紫竹院以北的南长河上的港湾。
- 南长河：自公园西北穿过公园流向公园正东。
- 双紫渠：自公园西南穿过公园流向公园正东，同南长河汇合。
- 南小湖：位于北小湖以南，大湖东南，同双紫渠接近。
- 北小湖：位于南小湖以北，大湖东北，同南长河隔堤相望。

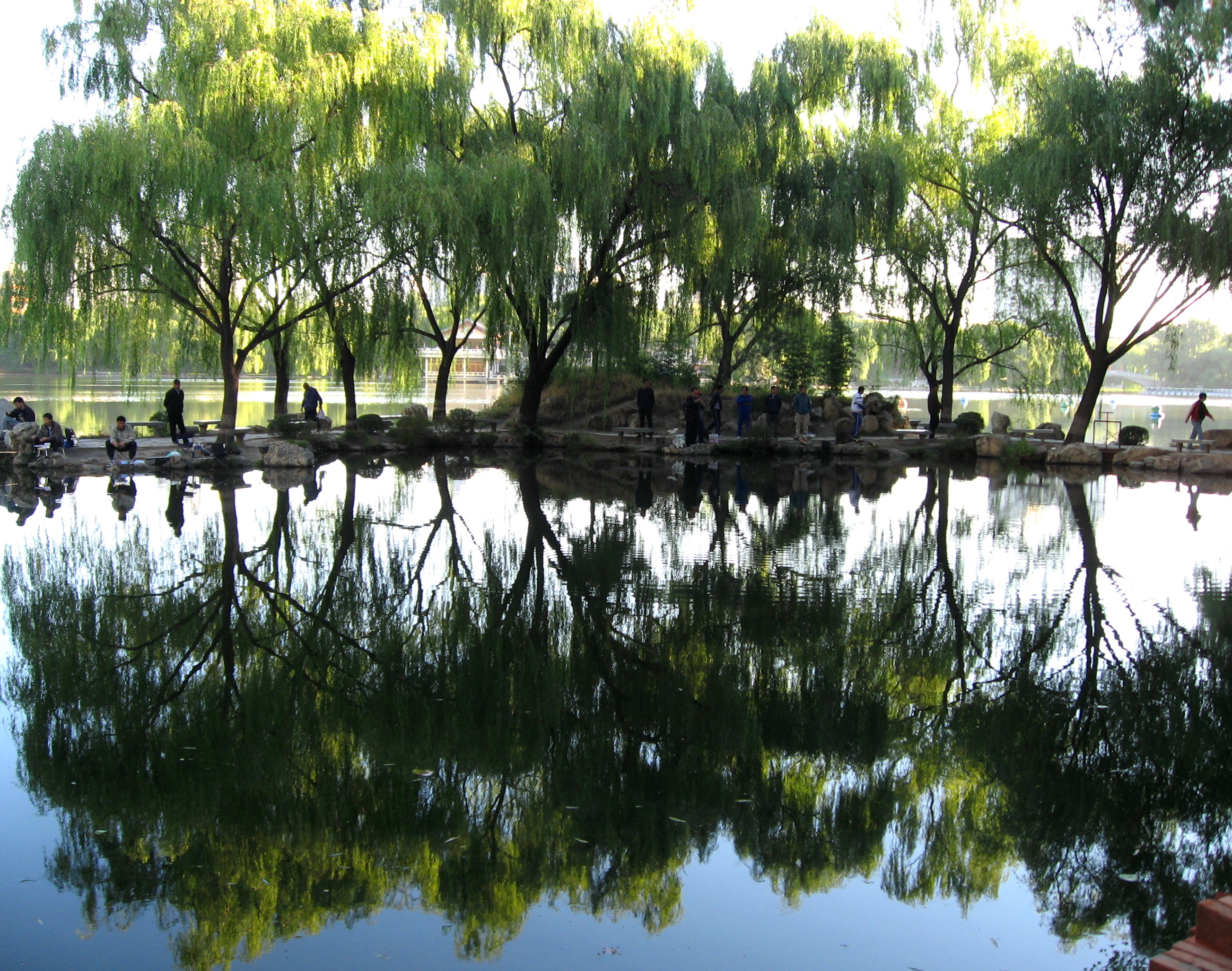
紫竹院西堤风景。堤上有游人垂钓。

- 大湖：位于公园中部偏西，北为紫御河、南长河，南为公园西南门、双紫渠。
- 青莲岛：位于大湖和南小湖、北小湖之间的岛屿。
- 明月岛：位于大湖和北小湖之间的岛屿，在青莲岛西北。
- 无名岛：位于北小湖内。

## 建筑

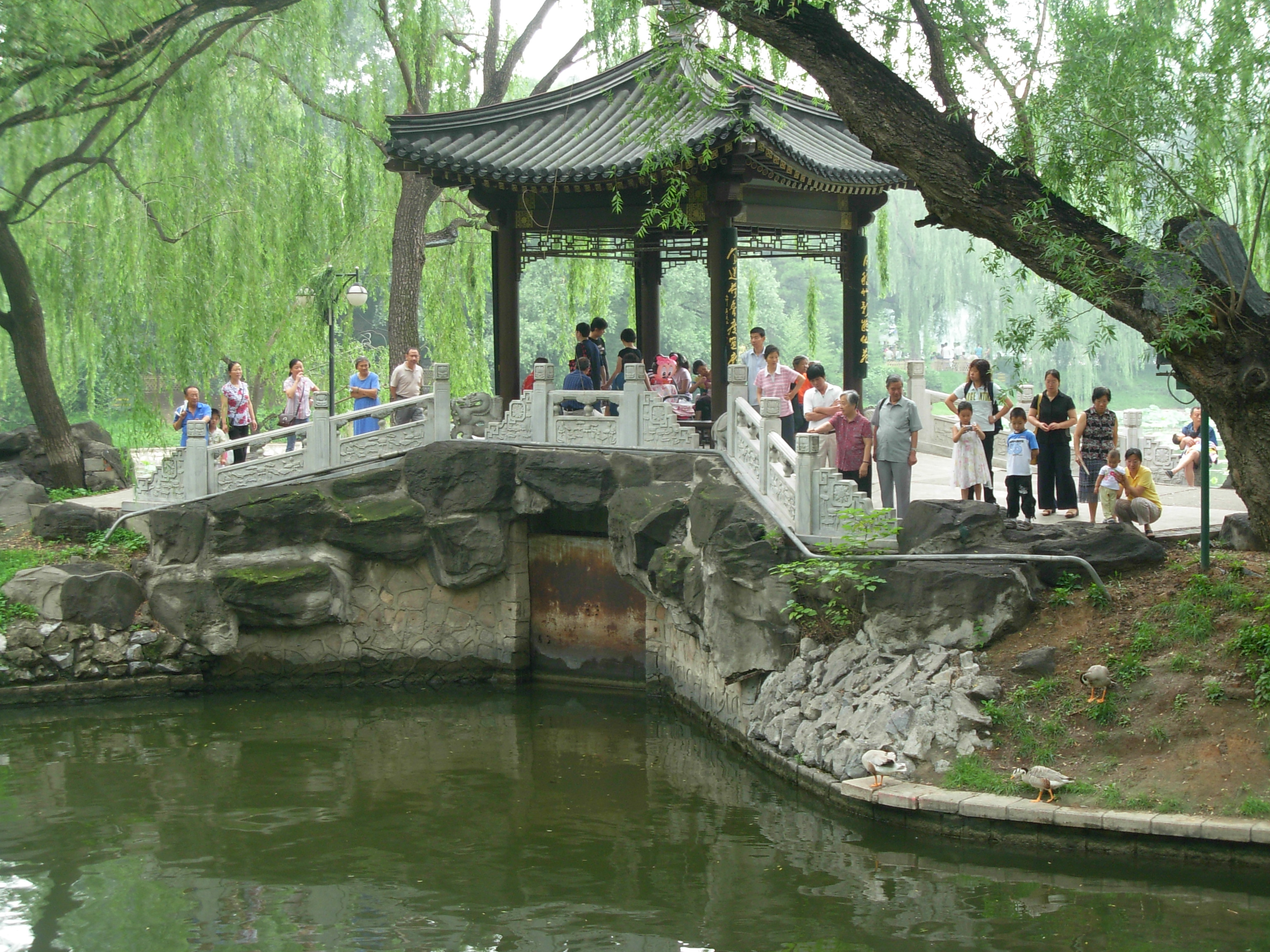
菡萏亭

- 跨海东征：位于大湖北岸，南长河以南。是以中国象棋为主题的园林雕塑。[8]
- 八宜轩：位于青莲岛上。前临南小湖的荷花渡，后依竹林。[9]
- 箫声醉月：位于明月岛上的园林。建有待月轩、步月廊，中间的天井内，有“玉女弄箫”石雕。待月轩西为问月楼、东为北小湖内的荷花渡。问月楼南为笠亭，笠亭旁边有康殷题写的“观鱼”两字的石碑。[10]

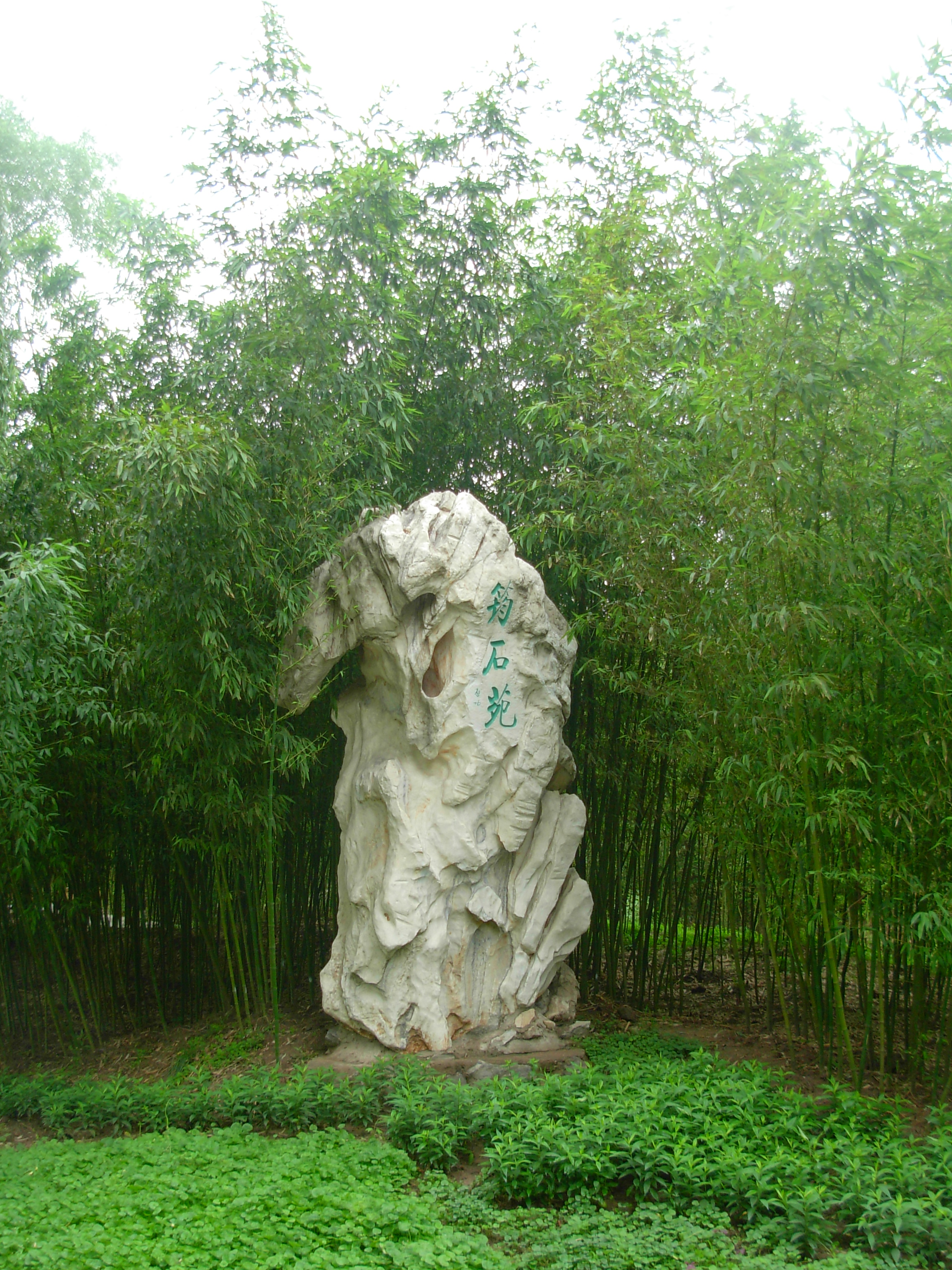
筠石苑

- 筠石苑景区：位于南长河北岸，以松、竹、石为景。其内北有筠石苑。筠石苑南侧为绿云轩、斑竹麓、竹深荷静。筠石苑东南有友贤山馆。友贤山馆西南为聆涛亭，正南为江南竹韵。友贤山馆东南为清凉罨秀、梅台。此外还有别有洞天、知弈庐。[11]
- 澄碧山房：位于大湖南岸。
- 菡萏亭：位于南长河与北小湖中间的堤上。
- 虹桥：有两座。一座位于青莲岛和明月岛之间。一座位于南长河、双紫渠交汇处以西的南长河上。

- 梅桥：位于青莲岛和澄碧山房之间。

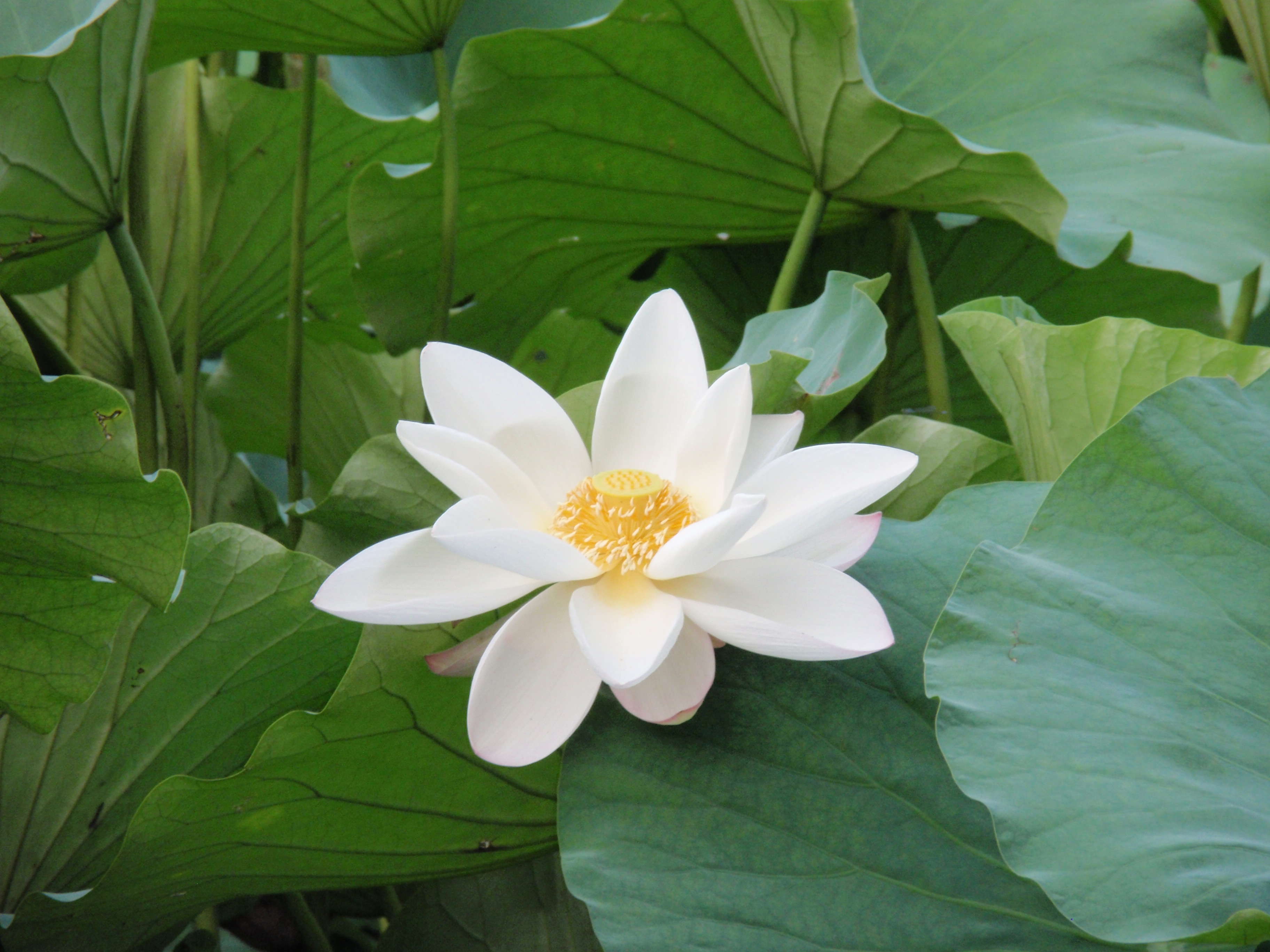
莲花

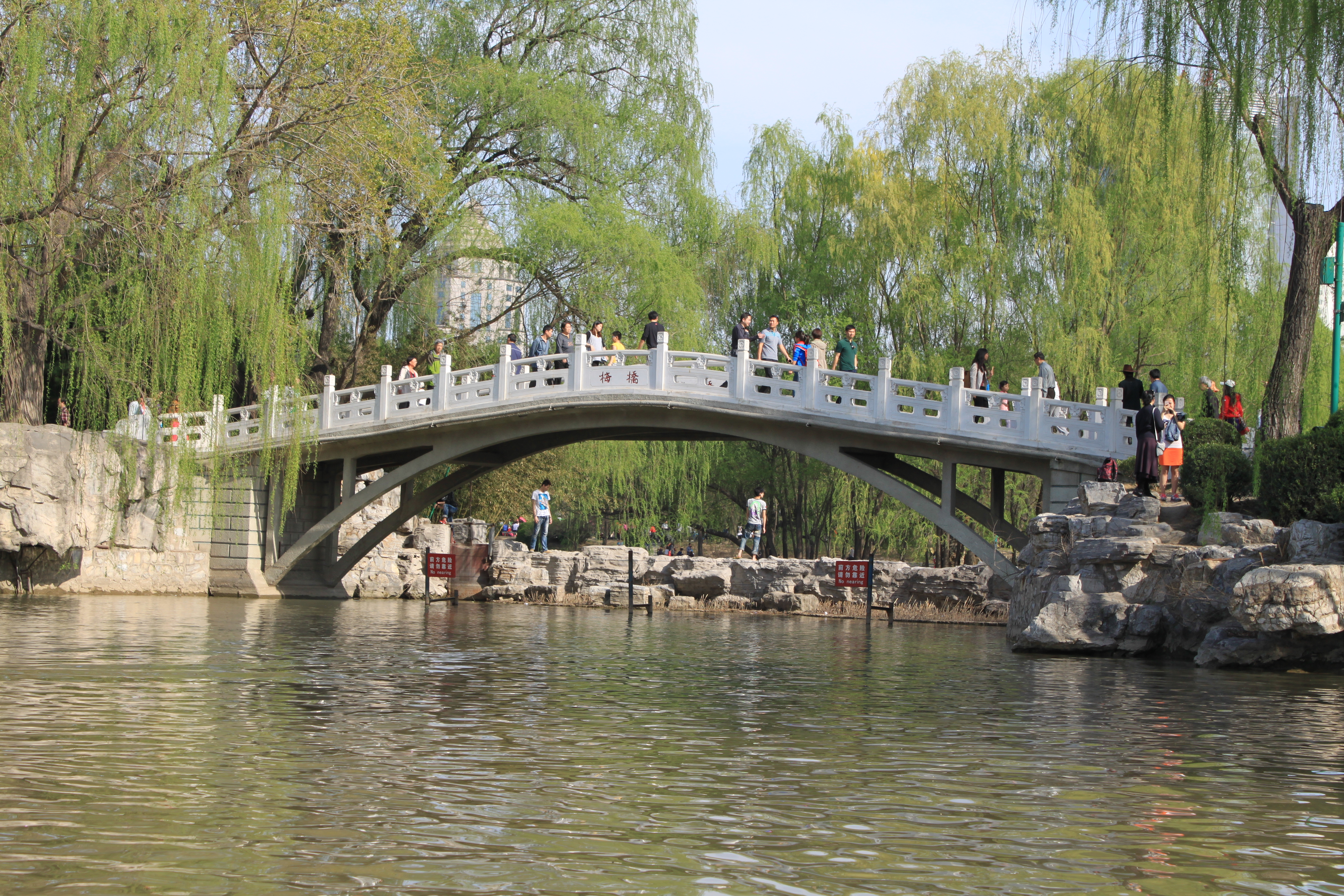
梅桥，2014年3月

- 莲桥：位于南小湖和北小湖之间。连接青莲岛和南小湖东岸。
- 西堤：位于大湖西部湖中。南为一得桥，北为越波桥，中间为镜游亭。

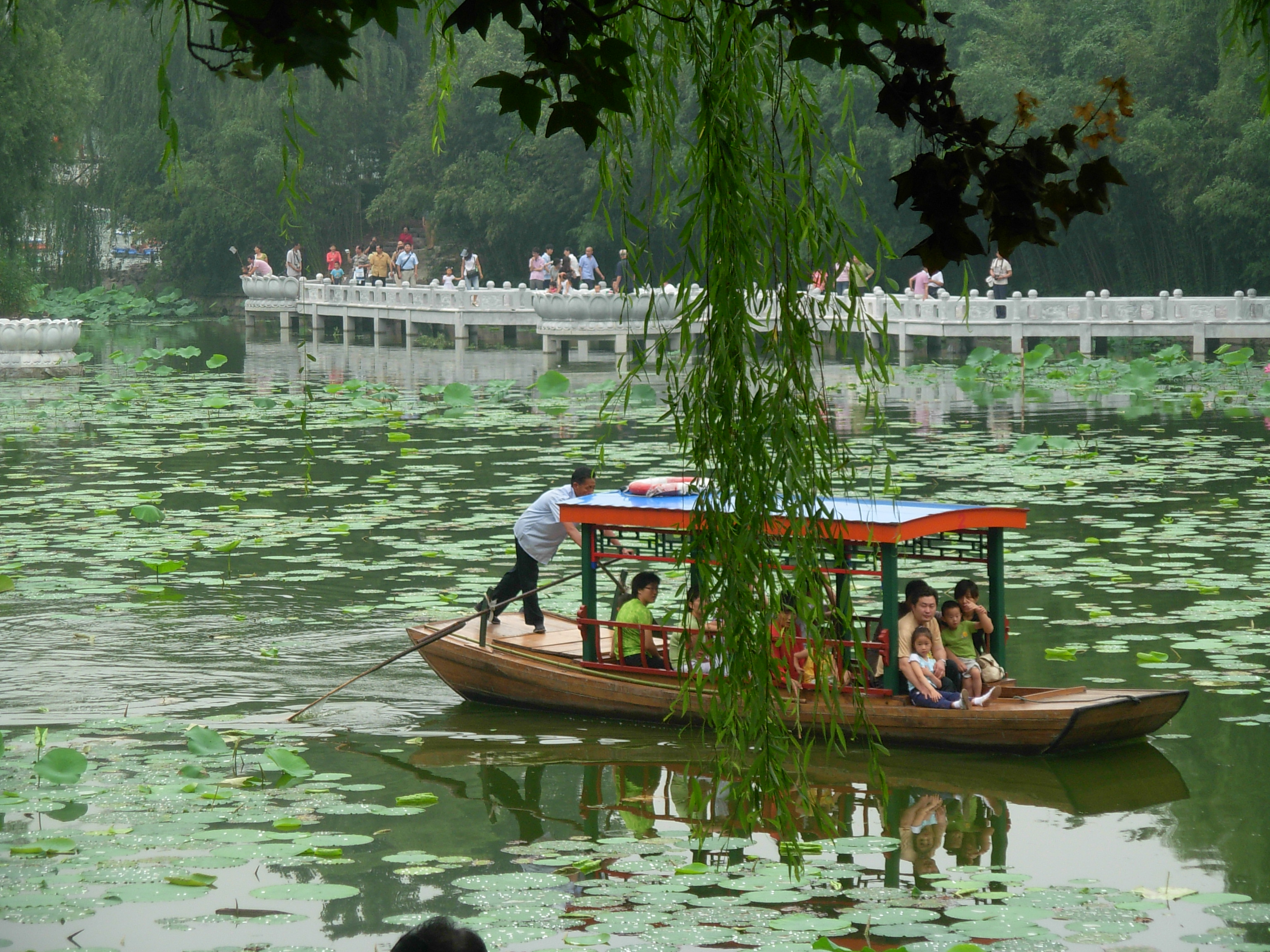
湖内泛舟

- 紫竹垂钓：位于西堤以西，是一处垂钓区。

- 东门：位于中关村南大街西侧。
- 南门：位于紫竹院路北侧。
- 西南门：位于紫竹院路北侧。
- 北门：位于万寿寺路南侧。
- 西门：通向广源闸路。